# 純★愛センセーション
『純★愛センセーション』（じゅんあいセンセーション）は、おおばやしみゆきによる日本の漫画作品。『ChuChu』（小学館）にて2008年2月号から2010年2月号（最終号）まで連載された。

## あらすじ
高校2年生の木村純一は、容姿も成績も良く、女子から人気があり、また不良の上級生にも一目置かれている。
そんな純一が今夢中になっているのは、柔道のライバルでもあり、親友の吉田賀正のこと。それは、賀正が他の友達とDVDの貸し借りをしていたら嫉妬したり、女の子から呼び出されると怒ったりなど、恋愛感情に似たものもあり、そのことは母、妹から心配されている。そして、純一は賀正と会った帰り道、賀正をかばい、死んでしまう。光の方に行けば成仏できたが、その場で泣いている賀正を見ると、純一は離れることができなかった。その後、笑わなくなった賀正を見て、純一は切なく思う。
幽霊となり、空を飛んでいた純一は、学校の屋上で飛び降り自殺をしようとする少女・福永愛と出会う。そして、愛が飛び降りた瞬間、純一はとっさに愛に触ろうとし、体の中へ入ってしまった。そして、純一は思い出した。生前、賀正から聞いた夢を。それは、自分を好きになってくれる運命の女を見つけ、一生大事にし、子を作り幸せな家庭を守って暮らすというもの。そこで、愛の体の中に入り込み、その運命の女に自分がなろうと純一は決心した。

## 登場人物
木村 純一(きむら じゅんいち)
純ポンと呼ばれ誰からも慕われ、容姿が良く、成績も中間テストで全教科10位以内、柔道部の黒帯であり、賀正と並び、地区で2位と3位。今、夢中になっているのは、柔道のライバルでもあり、親友でもある賀正のこと。賀正と会った帰り道、賀正をかばい、死んでしまう。光の方に行けば成仏できたが、その場で泣いている賀正を見ると、はなれることができずに終わる。その後、幽霊となり、学校の屋上で飛び降り自殺をしようとしている福永愛が飛び降りた瞬間、とっさに愛に触ろうとし、体の中へ入ってしまう。そして、思生前、賀正から聞いた夢を思い出し、愛の体の中に入り込み、賀正の運命の女になろうと決心した。
第7話ラストから第8話で愛に自分が愛の体の中にいることを話す。
吉田 賀正(よしだ がしょう)
柔道部の黒帯であり、「中3事件」の人として周りから恐れられている。なお、その事件について話そうとしない。柔道のライバルでもある純一を良い友達だと思っているが、純一が恋愛感情を匂わせる発言をするのは多少疎ましく感じている。彼女ができたことがなく、女の子から呼び出されるなどの告白よりも優先されることはこの世にないと言い切る。夢は、自分を好きになってくれる運命の女を見つけ、一生大事にし、子をつくり幸せな家庭を守って暮らすというもの。純一が賀正をかばい、死んでからというもの、笑わなくなった。
愛と出会った頃は、愛の体の中に純一がいることを知らなかったが、その後知る事となる。
福永 愛(ふくなが あい)
学校の屋上で飛び降り自殺をしようとし、純一に助けられた少女。母親は大女優の北尚美であり、家では裕福だが窮屈な思いをしている。学校では、シューズをかくされたり、クラス全員で無視など、執拗ないじめを受けている。そのため、転校したいと母親に訴えるが、純一に阻止され、失敗に終わる。そのいじめの犯人である香坂はるかとは、後に純一に体に乗り移られ弱みを握った後、友達となる。純一が体の中に入り込んでいるときの記憶はない。
第7話から第8話で純一から自分の体に入っていることを話され、あっさり受け入れている。
香坂 はるか(こうさか はるか)
入学当初、愛の母親が共演しているアイドルと、愛は会っているのに自分は会わせてもらえなかったことから、愛へのいじめが始める。だが、純一が乗り移った愛が家に勝手に上がりこみ、弱みをにぎられ、結果的に愛と友達になる。

## 書誌情報
- おおばやしみゆき『純★愛センセーション』小学館〈ちゅちゅコミックス〉全5巻
  1. 2008年9月発売[1]、ISBN 978-4-09-131805-3
  2. 2009年2月27日発売[2]、ISBN 978-4-09-132287-6
  3. 2009年7月24日発売[3]、ISBN 978-4-09-132688-1
  4. 2009年12月25日発売[4]、ISBN 978-4-09-133069-7
  5. 2010年6月発売[5]、ISBN 978-4-09-133146-5